# Damo
Damo (gr. Δαμώ) Żyła w VI wieku p.n.e. Pitagorejka, córka Pitagorasa i Teano.
Według tradycji to jej właśnie Pitagoras powierzył swoje najcenniejsze prace. Po śmierci Pitagorasa rozruchy polityczne w południowej Italii doprowadziły do zniszczenia szkoły pitagorejskiej i zmusiły jego uczniów do ucieczki. Damo, po utracie majątku mogła sprzedać niezwykle cenne wtedy pisma sławnego ojca. Nie zrobiła jednak tego. Po jej śmierci przekazane one zostały jej córce Bitale.